# شاهزاده فیلیپ بوربون-دو سیسیلی
شاهزاده فیلیپ بوربون-دو سیسیل(فیلیپو ماریا آلفونسو آنتونیو فردیناندو فرانچسکو دی پائولا لودوویکو انریکو آلبرتو تادئو فرانچسکو ساوریو اوبرتو؛ زادهٔ ۱۰ دسامبر ۱۸۸۵–۹ مارس ۱۹۴۹) یکی از اعضای مجلس بود.

## خانواده
شاهزاده فیلیپ دهمین فرزند شاهزاده آلفونسوی بوربون دو سیسیلی، کنت کازرتا و همسرش، شاهزاده ماریا آنتونیتا از بوربون دو سیسیل بود.